# Blepharomyia tibialis
Blepharomyia tibialis là một loài ruồi trong họ Tachinidae.